# Sedro-Woolley

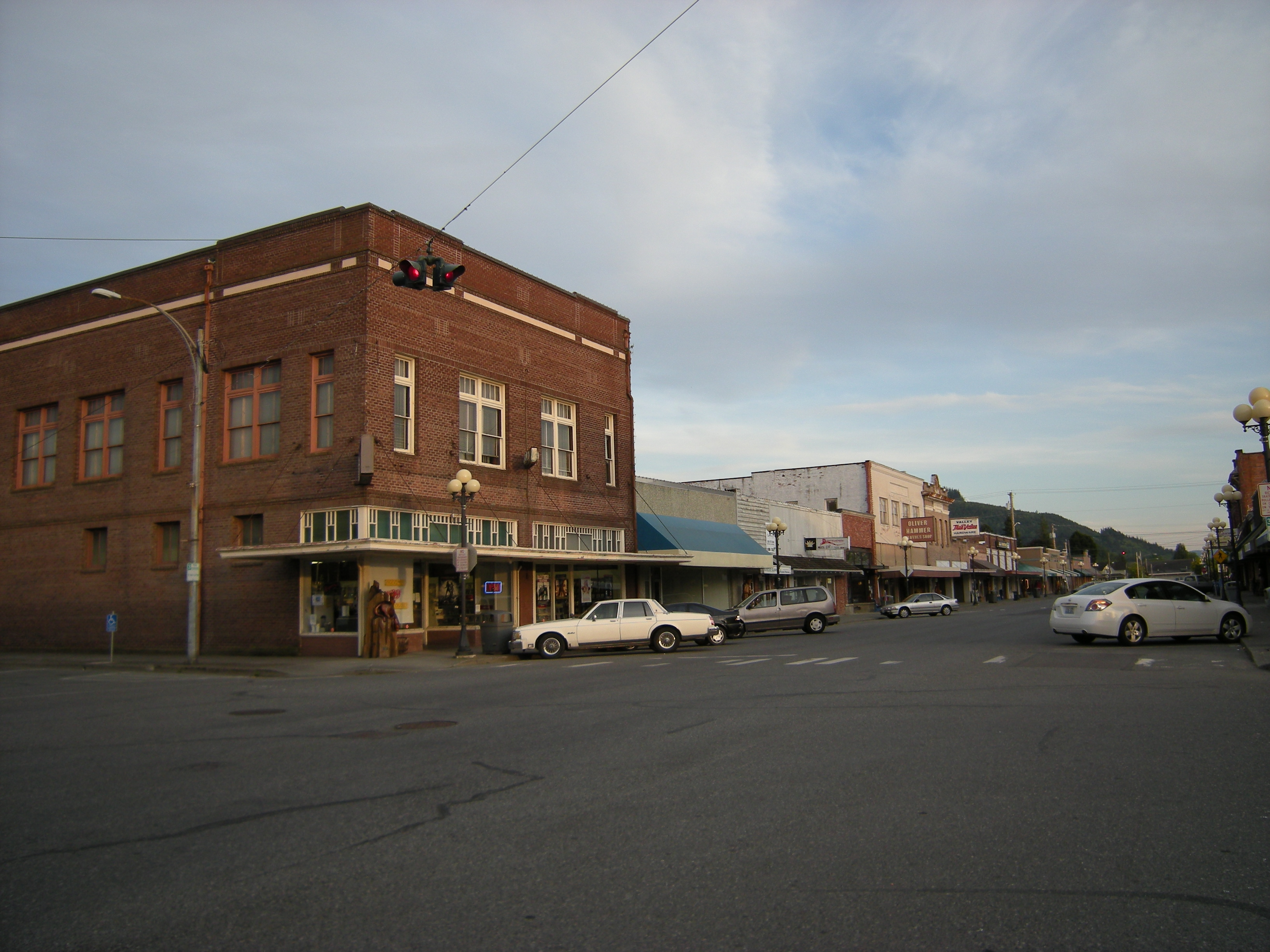
Sedro-Woolley

Sedro-Woolley – miasto w Stanach Zjednoczonych, w stanie Waszyngton, w hrabstwie Skagit.